# Michael Pertwee
Michael Pertwee est un acteur, dramaturge, scénariste et producteur de cinéma britannique, né le 24 avril 1916 à Londres (Royaume-Uni) où il est mort le 17 avril 1991 .

## Biographie
Michael Pertwee est le frère de l'acteur britannique Jon Pertwee.

## Filmographie

### Comme scénariste
- 1938 : Crackerjack
- 1939 : A Girl Must Live de Carol Reed
- 1948 : Silent Dust
- 1948 : Les Guerriers dans l'ombre (Against the Wind)
- 1948 : Trouble in the Air
- 1949 : The Interrupted Journey
- 1950 : Black Jack de Julien Duvivier et José Antonio Nieves Conde
- 1951 : Madame Louise
- 1951 : Rires au paradis (Laughter in Paradise) de Mario Zampi (+ acteur)
- 1951 : Night Was Our Friend de Michael Anderson (+ acteur)
- 1952 : Top Secret de Mario Zampi
- 1953 : Curtain Up de Ralph Smart
- 1954 : Héritages et vieux fantômes (Happy Ever After) de Mario Zampi
- 1955 : Now and Forever (+ producteur et acteur)
- 1955 : It's a Great Day
- 1957 : Not Wanted on Voyage
- 1957 : La Vérité presque nue (The Naked Truth) de Mario Zampi
- 1958 : La Blonde enjôleuse (La Ragazza del palio) de Luigi Zampa
- 1959 : Ni fleurs ni couronnes (Too Many Crooks) de Mario Zampi
- 1960 : Bottoms Up
- 1960 : Un vison pour mademoiselle (Make Mine Mink) de Robert Asher
- 1961 : In the Doghouse de Darcy Conyers
- 1963 : La Souris sur la Lune (The Mouse on the Moon) de Richard Lester
- 1963 : Ladies Who Do
- 1964 : Sept contre la mort (Sette contro la morte)
- 1965 : Étranges compagnons de lit (Strange Bedfellows)
- 1966 : Le Forum en folie (A Funny Thing Happened on the Way to the Forum)
- 1966 : Minibombe et Minijupes de Sidney Hayers
- 1967 : The Magnificent Two
- 1968 : Salt and Pepper
- 1970 : One More Time de Jerry Lewis
- 1973 : Don't Just Lie There, Say Something
- 1973 : Digby, the Biggest Dog in the World